# Glomeremus sphinx
Glomeremus sphinx är en insektsart som först beskrevs av Gerstaecker 1860.  Glomeremus sphinx ingår i släktet Glomeremus och familjen Gryllacrididae. Inga underarter finns listade i Catalogue of Life.